# Prison de New Amsterdam
New Amsterdam Prison
La prison de New Amsterdam (en anglais : New Amsterdam Prison) est une prison guyanienne située à New Amsterdam, en Berbice oriental-Courantyne. Elle est l’une des deux plus anciennes prison et l’une des trois dernières prisons coloniales en activité au Guyana.

## Situation et accès
La prison de New Amsterdam est sise à New Amsterdam, en Berbice oriental-Courantyne, au Guyana.

## Historique
La prison de New Amsterdam est, avec celle de Georgetown, la plus ancienne prison en activité au Guyana. Elles sont toutes deux construites par les Hollandais et agrandies par les Britanniques après avoir pris le contrôle de la colonie de Berbice par le traité anglo-néerlandais de 1814.

## Détenus notables
Liste non-exhaustive des personnalités publiques y ayant été incarcérées :
- Janet Jagan[2]
- Philomena Sahoye-Shury[2]